# Takifugu poecilonotus
Takifugu poecilonotus är en fiskart som först beskrevs av Temminck och Hermann Schlegel 1850.  Takifugu poecilonotus ingår i släktet Takifugu och familjen blåsfiskar. IUCN kategoriserar arten globalt som otillräckligt studerad. Inga underarter finns listade i Catalogue of Life.